# Maragodanahalli, Hassan
Maragodanahalli là một làng thuộc tehsil Hassan, huyện Hassan, bang Karnataka, Ấn Độ.